# Rhus macropoda
Rhus macropoda är en sumakväxtart som beskrevs av Fred Alexander Barkley. Rhus macropoda ingår i släktet sumaker, och familjen sumakväxter. Inga underarter finns listade i Catalogue of Life.